# Héctor Rodas
Héctor Rodas Ramírez (Cabañal, Valencia, España, 7 de marzo de 1988) es un exfutbolista español que jugaba como defensa. Actualmente es entrenador del Atlético Levante Unión Deportiva de Tercera División RFEF, formando tándem con Álvaro del Moral.

## Trayectoria

### Como jugador
Jugó durante toda su juventud en las categorías inferiores del Levante U. D. siendo incluso capitán en el filial. Durante la fatídica temporada 2007-08, Rodas fue convocado a diversos partidos en Primera División, pero sin llegar a participar. Al final de la temporada 2008/2009, el club anunció su ascenso al primer equipo para la temporada siguiente. Varios días después, el 30 de mayo de 2009 lograba debutar con el primer equipo en un encuentro contra el Rayo Vallecano, cumpliendo así su sueño. La temporada siguiente, Rodas se convierte en uno de los tres centrales más usados por el entrenador Luis García Plaza y firma una ampliación de contrato hasta el 2015. Además, al finalizar la temporada, Rodas formó parte de la plantilla que logró el ascenso a la Primera División en el año 2010. La temporada siguiente, Rodas no entra tampoco en los planes de Luis García Plaza jugando tan solo 5 partidos. Tras un año casi en blanco, la temporada siguiente, Rodas tampoco entra en los planes del nuevo técnico, Juan Ignacio Martínez, por lo que se marcha cedido al Elche C. F. durante el mercado invernal, jugando 15 partidos y anotando 2 goles. Tras finalizar su cesión con el club ilicitano, regresó al Levante U. D.
El 28 de enero de 2015 rescindió su contrato con el Levante U. D. y firmó con el Real Betis Balompié. Después de aparecer en contadas ocasiones, el 27 de junio, fichó por el Córdoba C. F.
El 11 de julio de 2017 se unió al Círculo de Brujas de Bélgica con un contrato de dos años. Después de una temporada, regresó a España para jugar en la A. D. Alcorcón y la Cultural y Deportiva Leonesa.
El 11 de agosto de 2021 firmó un contrato de un año con el Odisha F. C. de la Superliga de India. Hizo su debut en la liga el 24 de noviembre contra Bengaluru FC en una victoria por 3-1, y anotó un doblete la semana siguiente en la victoria por 6-4 sobre SC East Bengal.
El 22 de julio de 2022 firmó por el Atlético Saguntino en el año de su centenario.

### Como entrenador
El 12 de julio de 2023, se convierte en primer entrenador del Atlético Levante Unión Deportiva de Tercera División RFEF, formando tándem con Álvaro del Moral.

## Clubes

### Como jugador
| Club                         | País    | Año       |
| ---------------------------- | ------- | --------- |
| Levante U. D. "B"            | España  | 2007-2009 |
| Levante U. D.                | España  | 2009-2012 |
| Elche C. F.                  | España  | 2012      |
| Levante U. D.                | España  | 2012-2015 |
| Real Betis Balompié          | España  | 2015      |
| Córdoba C. F.                | España  | 2015-2017 |
| Círculo de Brujas            | Bélgica | 2017-2018 |
| A. D. Alcorcón               | España  | 2018-2019 |
| Cultural y Deportiva Leonesa | España  | 2019-2021 |
| Odisha F. C.                 | India   | 2021-2022 |
| Atlético Saguntino           | España  | 2022-2023 |

### Como entrenador
| Club                             | País   | Año             |
| -------------------------------- | ------ | --------------- |
| Atlético Levante Unión Deportiva | España | 2023-actualidad |